# Fußball-Club Bayern München 2012-2013
Questa pagina raccoglie i dati riguardanti il Fußball-Club Bayern München nelle competizioni ufficiali della stagione 2012-2013.

## Stagione
Questa stagione inizia positivamente con la conquista della Supercoppa di Germania, e anche in campionato l'inizio è promettente: la squadra vince le prime otto partite, mentre alla nona giornata subisce quella che sarà l'unica sconfitta stagionale in Bundesliga, un 2-1 nell'incontro casalingo contro il Bayer Leverkusen. Nella Champions League, invece, i tedeschi sono sorteggiati insieme a Valencia, BATE e Lilla nel girone, che viene vinto dopo aver realizzato quattro vittorie, un pareggio e una sconfitta, subita in Bielorussia. Il Bayern è sempre primo in campionato quando, dopo la pausa invernale, riprende la manifestazione continentale: qui elimina l'Arsenal vincendo 3-1 in trasferta ma perdendo 2-0 in casa, mentre in seguito vengono sconfitte anche la Juventus, con un doppio 2-0, e il Barcellona, con un 7-0 complessivo. Si arriva così alla finale di Londra, che i bavaresi giocano contro quella che sembra essere l'antagonista in ambito nazionale degli ultimi anni, il Borussia Dortmund. I giallo-neri erano arrivati davanti ai Rossi in ogni competizione tedesca nella stagione precedente, ma il 25 maggio 2013 è il Bayern a trionfare, vincendo l'incontro per 2-1 con le reti segnate da Mario Mandžukić, alla prima stagione nel club, e da Arjen Robben. Intanto, il 6 aprile i bavaresi avevano conquistato matematicamente il ventitreesimo titolo con ben 6 turni di anticipo: decisiva era stata la vittoria per 1-0 in casa dell'Eintracht Francoforte, ottenuta con gol decisivo di Bastian Schweinsteiger; alla fine vengono battuti o eguagliati trenta record.
 Il Bayern conquista anche la Coppa di Germania battendo in finale lo Stoccarda, e centra così lo storico triplete che era sfuggito tre anni prima.

## Maglie e sponsor
|  | Casa Maglia |  | Casa Finals |  | Trasferta Maglia |  | Trasferta Alternativa |  | Trasferta Alternativa 2 |  | Terza Maglia |  | Terza Alternativa |

## Rosa
Rosa aggiornata al 13 aprile 2013.
Vedi anche Bayern Monaco II.

## Calciomercato

### Sessione estiva(dall'1/7 al 31/8)
| Acquisti | Acquisti        | Acquisti            | Acquisti                |
| R.       | Nome            | da                  | Modalità                |
| -------- | --------------- | ------------------- | ----------------------- |
| P        | Tom Starke      |                     | svincolato              |
| P        | Lukas Raeder    |                     | svincolato              |
| D        | Dante           | Borussia M'gladbach | definitivo (4,7 mln €)  |
| C        | Mitchell Weiser | Colonia             | definitivo (0,8 mln €)  |
| C        | Xherdan Shaqiri | Basilea             | definitivo (11,8 mln €) |
| C        | Javi Martínez   | Athletic Bilbao     | definitivo (40 mln €)   |
| A        | Mario Mandžukić | Wolfsburg           | definitivo (13 mln €)   |
| A        | Claudio Pizarro |                     | svincolato              |

| Cessioni | Cessioni              | Cessioni     | Cessioni      |
| R.       | Nome                  | a            | Modalità      |
| -------- | --------------------- | ------------ | ------------- |
| P        | Hans-Jörg Butt        | -            | fine carriera |
| P        | Rouven Sattelmaier    | -            | svincolato    |
| D        | Breno Vinícius Borges | -            | svincolato    |
| C        | Danijel Pranjić       | -            | svincolato    |
| C        | Takashi Usami         | Gamba Osaka  | fine prestito |
| A        | Ivica Olić            | -            | svincolato    |
| A        | Nils Petersen         | Werder Brema | prestito      |

### Sessione invernale(dal 3/1 al 31/1)
| Acquisti | Acquisti | Acquisti | Acquisti |
| R.       | Nome     | da       | Modalità |
| -------- | -------- | -------- | -------- |

| Cessioni | Cessioni        | Cessioni       | Cessioni |
| R.       | Nome            | a              | Modalità |
| -------- | --------------- | -------------- | -------- |
| C        | Mitchell Weiser | Kaiserslautern | prestito |

## Risultati

### Bundesliga

#### Girone di andata
| Arbitro: | Gagelmann |

|  |           |                                            |
|  | Marcatori | 43’ Müller 59’ Mandžukić 79’ (aut.) Kleine |

| Arbitro: | Kinhofer |

|                                                                             |           |            |
| Müller 32’, 49’ Kroos 33’ Luiz Gustavo 43’ Mandžukić 47’ Schweinsteiger 51’ | Marcatori | 25’ Harnik |

| Arbitro: | Schmidt |

|                                             |           |                   |
| Mandžukić 2’ Schweinsteiger 13’ Kroos 90+2’ | Marcatori | 59’ (rig.) Szalai |

| Arbitro: | Kircher |

|  |           |                      |
|  | Marcatori | 55’ Kroos 58’ Müller |

| Arbitro: | Dingert |

|                                       |           |  |
| Schweinsteiger 24’ Mandžukić 57’, 65’ | Marcatori |  |

| Arbitro: | Weiner |

|  |           |                                |
|  | Marcatori | 81’ Luiz Gustavo 83’ Mandžukić |

| Arbitro: | Stieler |

|                 |           |  |
| Ribéry 19’, 47’ | Marcatori |  |

| Arbitro: | Zwayer |

|  |           |                                                            |
|  | Marcatori | 28’ Mandžukić 36’ Luiz Gustavo 55’, 86’ Müller 87’ Rafinha |

| Arbitro: | Meyer |

|               |           |                      |
| Mandžukić 77’ | Marcatori | 42’ Kießling 87’ Sam |

| Arbitro: | Kircher |

|  |           |                                         |
|  | Marcatori | 39’ Schweinsteiger 48’ Müller 53’ Kroos |

| Arbitro: | Fritz |

|                             |           |  |
| Ribéry 44’ Alaba 77’ (rig.) | Marcatori |  |

| Arbitro: | Grafe |

|             |           |              |
| Feulner 46’ | Marcatori | 3’ Mandžukić |

| Arbitro: | Zwayer |

|                                                      |           |  |
| Martínez 3’ Kroos 24’ Ribéry 37’ Dante 63’ Gómez 67’ | Marcatori |  |

| Arbitro: | Meyer |

|  |           |                                  |
|  | Marcatori | 12’ (rig.) Müller 79’ Tymoshchuk |

| Arbitro: | Gagelmann |

|           |           |           |
| Kroos 67’ | Marcatori | 74’ Götze |

| Arbitro: | Drees |

|  |           |                             |
|  | Marcatori | 39’ (rig.) Müller 63’ Gómez |

| Arbitro: | Welz |

|             |           |                 |
| Shaqiri 59’ | Marcatori | 21’ (rig.) Marx |

#### Girone di ritorno
| Arbitro: | Schmidt |

|                    |           |  |
| Mandžukić 26’, 61’ | Marcatori |  |

| Arbitro: | Meyer |

|  |           |                          |
|  | Marcatori | 50’ Mandžukić 72’ Müller |

| Arbitro: | Weiner |

|  |           |                               |
|  | Marcatori | 41’ Müller 50’, 57’ Mandžukić |

| Arbitro: | Gagelmann |

|                                                    |           |  |
| Alaba 19’ (rig.), 51’ Schweinsteiger 32’ Gómez 63’ | Marcatori |  |

| Arbitro: | Zwayer |

|  |           |                            |
|  | Marcatori | 36’ Mandžukić 90+2’ Robben |

| Arbitro: | Fritz |

|                                                                             |           |               |
| Robben 25’ Martínez 29’ Gebre Selassie 49’ (aut.) Gómez 51’, 89’ Ribéry 86’ | Marcatori | 58’ De Bruyne |

| Arbitro: | Kinhofer |

|  |           |           |
|  | Marcatori | 38’ Gómez |

| Arbitro: | Stieler |

|                                   |           |                        |
| Müller 45’ Ribéry 73’ Boateng 86’ | Marcatori | 16’ Bolly 71’ Lambertz |

| Arbitro: | Gagelmann |

|            |           |                                 |
| Rolfes 75’ | Marcatori | 37’ Gómez 87’ (aut.) Wollscheid |

| Arbitro: | Winkmann |

|                                                                                     |           |                          |
| Shaqiri 5’ Schweinsteiger 19’ Pizarro 30’, 45’, 53’, 68’ Robben 33’, 54’ Ribéry 76’ | Marcatori | 75’ Bruma 86’ Westermann |

| Arbitro: | Meyer |

|  |           |                    |
|  | Marcatori | 52’ Schweinsteiger |

| Arbitro: | Weiner |

|                                              |           |  |
| Boateng 5’ Gómez 17’ Rafinha 24’ Shaqiri 56’ | Marcatori |  |

| Arbitro: | Zwayer |

|              |           |                                                              |
| Hoffmann 85’ | Marcatori | 16’ (aut.) Stindl 22’ Ribéry 40’, 62’ Gómez 71’, 86’ Pizarro |

| Arbitro: | Dingert |

|         |           |  |
| Can 35’ | Marcatori |  |

| Arbitro: | Gagelmann |

|                |           |           |
| Großkreutz 11’ | Marcatori | 23’ Gómez |

| Arbitro: | Fritz |

|                                         |           |  |
| Müller 69’ Shaqiri 82’ Luiz Gustavo 87’ | Marcatori |  |

| Arbitro: | Kinhofer |

|                                   |           |                                        |
| Stranzl 4’ Hanke 5’ Nordtveit 10’ | Marcatori | 7’ Martínez 18’, 53’ Ribéry 59’ Robben |

### Coppa di Germania
| Arbitro: | Winkmann |

|  |           |                                            |
|  | Marcatori | 32’, 80’ Mandžukić 60’ Shaqiri 88’ Pizarro |

| Arbitro: | Siebert |

|                                  |           |  |
| Pizarro 11’, 58’ Robben 49’, 88’ | Marcatori |  |

| Arbitro: | Kinhofer |

|  |           |                       |
|  | Marcatori | 26’ Gómez 85’ Shaqiri |

| Arbitro: | Kircher |

|            |           |  |
| Robben 43’ | Marcatori |  |

| Arbitro: | Kircher |

|                                                          |           |           |
| Mandžukić 17’ Robben 35’ Shaqiri 50’ Gómez 80’, 83’, 86’ | Marcatori | 45’ Diego |

| Arbitro: | Grafe |

|                                  |           |                 |
| Müller 37’ (rig.) Gómez 48’, 61’ | Marcatori | 71’, 80’ Harnik |

### UEFA Champions League

#### Fase a gironi
| Arbitro: | Aydinus |

|                              |           |              |
| Schweinsteiger 38’ Kroos 76’ | Marcatori | 90+1’ Valdez |

| Arbitro: | Stavrev |

|                                       |           |              |
| Pavlov 23’ Radyënaŭ 78’ Bressan 90+4’ | Marcatori | 90+1’ Ribéry |

| Arbitro: | Atkinson |

|  |           |                   |
|  | Marcatori | 20’ (rig.) Müller |

| Arbitro: | Hategan |

|                                                              |           |           |
| Schweinsteiger 5’ Pizarro 18’, 28’, 33’ Robben 23’ Kroos 66’ | Marcatori | 57’ Kalou |

| Arbitro: | Webb |

|              |           |            |
| Feghouli 77’ | Marcatori | 82’ Müller |

| Arbitro: | Collum |

|                                            |           |               |
| Gómez 22’ Müller 54’ Shaqiri 65’ Alaba 83’ | Marcatori | 89’ Filipenka |

#### Fase ad eliminazione diretta
| Arbitro: | Moen |

|              |           |                                   |
| Podolski 55’ | Marcatori | 7’ Kroos 21’ Müller 77’ Mandžukić |

| Arbitro: | Královec |

|  |           |                         |
|  | Marcatori | 3’ Giroud 86’ Koscielny |

| Arbitro: | Clattenburg |

|                     |           |  |
| Alaba 1’ Müller 63’ | Marcatori |  |

| Arbitro: | Velasco Carballo |

|  |           |                             |
|  | Marcatori | 64’ Mandžukić 90+1’ Pizarro |

| Arbitro: | Kassai |

|                                      |           |  |
| Müller 25’, 82’ Gómez 49’ Robben 73’ | Marcatori |  |

| Arbitro: | Skomina |

|  |           |                                        |
|  | Marcatori | 49’ Robben 72’ (aut.) Piqué 76’ Müller |

| Arbitro: | Rizzoli |

|                     |           |                          |
| Gündoğan 68’ (rig.) | Marcatori | 60’ Mandžukić 89’ Robben |

| Borussia Dortmund | Bayern Monaco |

| Borussia Dortmund: |    |                        |     |       |
|                    |    |                        |     |       |
| POR                | 1  | Roman Weidenfeller (C) |     |       |
| TD                 | 26 | Łukasz Piszczek        |     |       |
| CD                 | 4  | Neven Subotić          |     |       |
| CS                 | 15 | Mats Hummels           |     |       |
| TS                 | 29 | Marcel Schmelzer       |     |       |
| CDD                | 6  | Sven Bender            |     | 90+2’ |
| CDS                | 8  | İlkay Gündoğan         |     |       |
| ED                 | 16 | Jakub Błaszczykowski   |     | 90’   |
| ES                 | 19 | Kevin Großkreutz       | 73’ |       |
| COC                | 11 | Marco Reus             |     |       |
| ATT                | 9  | Robert Lewandowski     |     |       |
| Sostituti:         |    |                        |     |       |
| POR                | 20 | Mitchell Langerak      |     |       |
| DC                 | 27 | Felipe Santana         |     |       |
| TD                 | 21 | Oliver Kirch           |     |       |
| CDC                | 5  | Sebastian Kehl         |     |       |
| CC                 | 7  | Moritz Leitner         |     |       |
| CC                 | 18 | Nuri Şahin             |     | 90+2’ |
| ATT                | 23 | Julian Schieber        |     | 90’   |
| Allenatore:        |    |                        |     |       |
| Jürgen Klopp       |    |                        |     |       |

| Bayern Monaco: |    |                        |     |       |
|                |    |                        |     |       |
| POR            | 1  | Manuel Neuer           |     |       |
| TD             | 21 | Philipp Lahm (C)       |     |       |
| CD             | 17 | Jérôme Boateng         |     |       |
| CS             | 4  | Dante                  | 29’ |       |
| TS             | 27 | David Alaba            |     |       |
| CDD            | 8  | Javi Martínez          |     |       |
| CDS            | 31 | Bastian Schweinsteiger |     |       |
| ED             | 10 | Arjen Robben           |     |       |
| ES             | 7  | Franck Ribéry          | 73’ | 90+1’ |
| COC            | 25 | Thomas Müller          |     |       |
| ATT            | 9  | Mario Mandžukić        |     | 90+4’ |
| Sostituti:     |    |                        |     |       |
| POR            | 22 | Tom Starke             |     |       |
| DC             | 5  | Daniel van Buyten      |     |       |
| CDC            | 30 | Luiz Gustavo           |     | 90+1’ |
| CC             | 44 | Anatoliy Tymoshchuk    |     |       |
| ED             | 11 | Xherdan Shaqiri        |     |       |
| ATT            | 14 | Claudio Pizarro        |     |       |
| ATT            | 33 | Mario Gómez            |     | 90+4’ |
| Allenatore:    |    |                        |     |       |
| Jupp Heynckes  |    |                        |     |       |

| Assistenti: Renato Faverani Andrea Stefani Assistenti arbitrali aggiunti: Gianluca Rocchi Paolo Tagliavento 4º ufficiale: Damir Skomina |

### Supercoppa di Germania
| Arbitro: | Weiner |

|                         |           |                 |
| Mandžukić 6’ Müller 11’ | Marcatori | 75’ Lewandowski |

## Statistiche

### Statistiche di squadra
| Competizione           | Punti | In casa | In casa | In casa | In casa | In casa | In casa | In trasferta | In trasferta | In trasferta | In trasferta | In trasferta | In trasferta | Totale | Totale | Totale | Totale | Totale | Totale | DR   |
| Competizione           | Punti | G       | V       | N       | P       | Gf      | Gs      | G            | V            | N            | P            | Gf           | Gs           | G      | V      | N      | P      | Gf     | Gs     | DR   |
| ---------------------- | ----- | ------- | ------- | ------- | ------- | ------- | ------- | ------------ | ------------ | ------------ | ------------ | ------------ | ------------ | ------ | ------ | ------ | ------ | ------ | ------ | ---- |
| Bundesliga             | 91    | 17      | 14      | 2       | 1       | 56      | 11      | 17           | 15           | 2            | 0            | 42           | 7            | 34     | 29     | 4      | 1      | 98     | 18     | +80  |
| Coppa di Germania      | -     | 3       | 3       | 0       | 0       | 11      | 1       | 2            | 2            | 0            | 0            | 6            | 0            | 6      | 6      | 0      | 0      | 20     | 3      | +17  |
| Supercoppa di Germania | -     | 1       | 1       | 0       | 0       | 2       | 1       | -            | -            | -            | -            | -            | -            | 1      | 1      | 0      | 0      | 2      | 1      | +1   |
| Champions League       | -     | 6       | 5       | 0       | 1       | 18      | 5       | 6            | 4            | 1            | 1            | 11           | 5            | 13     | 10     | 1      | 2      | 31     | 11     | +20  |
| Totale                 | -     | 27      | 23      | 2       | 2       | 87      | 18      | 25           | 21           | 3            | 1            | 59           | 12           | 54     | 46     | 5      | 3      | 151    | 33     | +118 |

### Andamento in campionato
| Giornata  | 1 | 2 | 3 | 4 | 5 | 6 | 7 | 8 | 9 | 10 | 11 | 12 | 13 | 14 | 15 | 16 | 17 | 18 | 19 | 20 | 21 | 22 | 23 | 24 | 25 | 26 | 27 | 28 | 29 | 30 | 31 | 32 | 33 | 34 |
| --------- | - | - | - | - | - | - | - | - | - | -- | -- | -- | -- | -- | -- | -- | -- | -- | -- | -- | -- | -- | -- | -- | -- | -- | -- | -- | -- | -- | -- | -- | -- | -- |
| Luogo     | T | C | C | T | C | T | C | T | C | T  | C  | T  | C  | T  | C  | T  | C  | C  | T  | T  | C  | T  | C  | T  | C  | T  | C  | T  | C  | T  | C  | T  | C  | T  |
| Risultato | V | V | V | V | V | V | V | V | P | V  | V  | N  | V  | V  | N  | V  | N  | V  | V  | V  | V  | V  | V  | V  | V  | V  | V  | V  | V  | V  | V  | N  | V  | V  |
| Posizione | 1 | 1 | 1 | 1 | 1 | 1 | 1 | 1 | 1 | 1  | 1  | 1  | 1  | 1  | 1  | 1  | 1  | 1  | 1  | 1  | 1  | 1  | 1  | 1  | 1  | 1  | 1  | 1  | 1  | 1  | 1  | 1  | 1  | 1  |

Legenda:

Luogo: C = Casa; T = Trasferta. Risultato: V = Vittoria; N = Pareggio; P = Sconfitta.

### Statistiche dei giocatori
| Giocatore         | Bundesliga | Bundesliga | Bundesliga  | Bundesliga | Coppa di Germania | Coppa di Germania | Coppa di Germania | Coppa di Germania | Supercoppa di Germania | Supercoppa di Germania | Supercoppa di Germania | Supercoppa di Germania | Champions League | Champions League | Champions League | Champions League | Totale   | Totale | Totale      | Totale     |
| Giocatore         | Presenze   | Reti       | Ammonizioni | Espulsioni | Presenze          | Reti              | Ammonizioni       | Espulsioni        | Presenze               | Reti                   | Ammonizioni            | Espulsioni             | Presenze         | Reti             | Ammonizioni      | Espulsioni       | Presenze | Reti   | Ammonizioni | Espulsioni |
| ----------------- | ---------- | ---------- | ----------- | ---------- | ----------------- | ----------------- | ----------------- | ----------------- | ---------------------- | ---------------------- | ---------------------- | ---------------------- | ---------------- | ---------------- | ---------------- | ---------------- | -------- | ------ | ----------- | ---------- |
| D. Alaba          | 23         | 3          | 0           | 0          | 4                 | 0                 | 1                 | 0                 | 0                      | 0                      | 0                      | 0                      | 11               | 2                | 0                | 0                | 38       | 5      | 1           | 0          |
| H. Badstuber      | 13         | 0          | 0           | 0          | 1                 | 0                 | 0                 | 0                 | 1                      | 0                      | 0                      | 0                      | 4                | 0                | 1                | 0                | 19       | 0      | 1           | 0          |
| J. Boateng        | 26         | 2          | 5           | 0          | 4                 | 0                 | 0                 | 0                 | 1                      | 0                      | 0                      | 0                      | 9                | 0                | 1                | 1                | 40       | 2      | 6           | 1          |
| E. Can            | 4          | 0          | 1           | 0          | 2                 | 0                 | 0                 | 0                 | 1                      | 0                      | 1                      | 0                      | 0                | 0                | 0                | 0                | 7        | 0      | 2           | 0          |
| D. Contento       | 6          | 0          | 0           | 0          | 2                 | 0                 | 0                 | 0                 | 0                      | 0                      | 0                      | 0                      | 1                | 0                | 0                | 0                | 9        | 0      | 0           | 0          |
| Dante             | 29         | 1          | 3           | 0          | 3                 | 0                 | 1                 | 0                 | 1                      | 0                      | 0                      | 0                      | 12               | 0                | 3                | 0                | 45       | 1      | 7           | 0          |
| M. Gómez          | 21         | 11         | 0           | 0          | 4                 | 6                 | 0                 | 0                 | 0                      | 0                      | 0                      | 0                      | 7                | 2                | 1                | 0                | 32       | 19     | 1           | 0          |
| L. Gustavo Dias   | 22         | 4          | 6           | 0          | 3                 | 0                 | 0                 | 0                 | 1                      | 0                      | 1                      | 0                      | 10               | 0                | 2                | 0                | 36       | 4      | 9           | 0          |
| P. Højbjerg       | 2          | 0          | 0           | 0          | 0                 | 0                 | 0                 | 0                 | 0                      | 0                      | 0                      | 0                      | 0                | 0                | 0                | 0                | 2        | 0      | 0           | 0          |
| T. Kroos          | 24         | 6          | 2           | 0          | 3                 | 0                 | 2                 | 0                 | 1                      | 0                      | 0                      | 0                      | 9                | 3                | 0                | 0                | 37       | 9      | 4           | 0          |
| P. Lahm           | 29         | 0          | 0           | 0          | 5                 | 0                 | 0                 | 0                 | 1                      | 0                      | 0                      | 0                      | 12               | 0                | 2                | 0                | 47       | 0      | 2           | 0          |
| M. Mandžukić      | 24         | 15         | 2           | 0          | 5                 | 3                 | 3                 | 0                 | 1                      | 1                      | 1                      | 0                      | 10               | 3                | 3                | 0                | 40       | 22     | 9           | 0          |
| J. Martínez       | 27         | 3          | 3           | 0          | 5                 | 0                 | 1                 | 0                 | 0                      | 0                      | 0                      | 0                      | 11               | 0                | 4                | 0                | 43       | 3      | 8           | 0          |
| T. Müller         | 28         | 13         | 0           | 0          | 5                 | 1                 | 1                 | 0                 | 1                      | 1                      | 0                      | 0                      | 13               | 8                | 1                | 0                | 47       | 23     | 2           | 0          |
| M. Neuer          | 31         | -18        | 2           | 0          | 5                 | -3                | 0                 | 0                 | 1                      | -1                     | 0                      | 0                      | 13               | -11              | 0                | 0                | 50       | -33    | 2           | 0          |
| C. Pizarro        | 20         | 6          | 0           | 0          | 2                 | 3                 | 0                 | 0                 | 0                      | 0                      | 0                      | 0                      | 6                | 4                | 1                | 0                | 28       | 13     | 1           | 0          |
| L. Raeder         | 0          | 0          | 0           | 0          | 0                 | 0                 | 0                 | 0                 | 0                      | 0                      | 0                      | 0                      | 0                | 0                | 0                | 0                | 0        | 0      | 0           | 0          |
| Rafinha           | 13         | 2          | 3           | 1          | 2                 | 0                 | 0                 | 0                 | 0                      | 0                      | 0                      | 0                      | 2                | 0                | 1                | 0                | 17       | 2      | 4           | 1          |
| F. Ribéry         | 27         | 10         | 2           | 0          | 3                 | 0                 | 0                 | 1                 | 1                      | 0                      | 0                      | 0                      | 12               | 1                | 2                | 0                | 43       | 11     | 4           | 1          |
| M. Riedmüller     | 0          | 0          | 0           | 0          | 0                 | 0                 | 0                 | 0                 | 0                      | 0                      | 0                      | 0                      | 0                | 0                | 0                | 0                | 0        | 0      | 0           | 0          |
| A. Robben         | 16         | 5          | 0           | 0          | 5                 | 4                 | 0                 | 0                 | 1                      | 0                      | 1                      | 0                      | 9                | 4                | 1                | 0                | 31       | 13     | 2           | 0          |
| B. Schweinsteiger | 28         | 7          | 4           | 0          | 5                 | 0                 | 2                 | 0                 | 0                      | 0                      | 0                      | 0                      | 12               | 2                | 3                | 0                | 45       | 9      | 9           | 0          |
| X. Shaqiri        | 26         | 5          | 1           | 0          | 5                 | 3                 | 0                 | 0                 | 1                      | 0                      | 0                      | 0                      | 7                | 1                | 1                | 0                | 39       | 9      | 2           | 0          |
| T. Starke         | 2          | 0          | 0           | 0          | 1                 | 0                 | 0                 | 0                 | 0                      | 0                      | 0                      | 0                      | 0                | 0                | 0                | 0                | 3        | 0      | 0           | 0          |
| A. Tymoščuk       | 16         | 1          | 2           | 0          | 3                 | 0                 | 1                 | 0                 | 1                      | 0                      | 0                      | 0                      | 4                | 0                | 1                | 0                | 24       | 1      | 4           | 0          |
| D. Van Buyten     | 12         | 0          | 0           | 0          | 4                 | 0                 | 0                 | 0                 | 0                      | 0                      | 0                      | 0                      | 6                | 0                | 0                | 0                | 22       | 0      | 0           | 0          |
| P. Weihrauch      | 0          | 0          | 0           | 0          | 0                 | 0                 | 0                 | 0                 | 0                      | 0                      | 0                      | 0                      | 0                | 0                | 0                | 0                | 0        | 0      | 0           | 0          |
| M. Weiser         | 0          | 0          | 0           | 0          | 1                 | 0                 | 0                 | 0                 | 0                      | 0                      | 0                      | 0                      | 0                | 0                | 0                | 0                | 1        | 0      | 0           | 0          |